# 神奈川県道・山梨県道521号佐野川上野原線・東京都道521号上野原八王子線

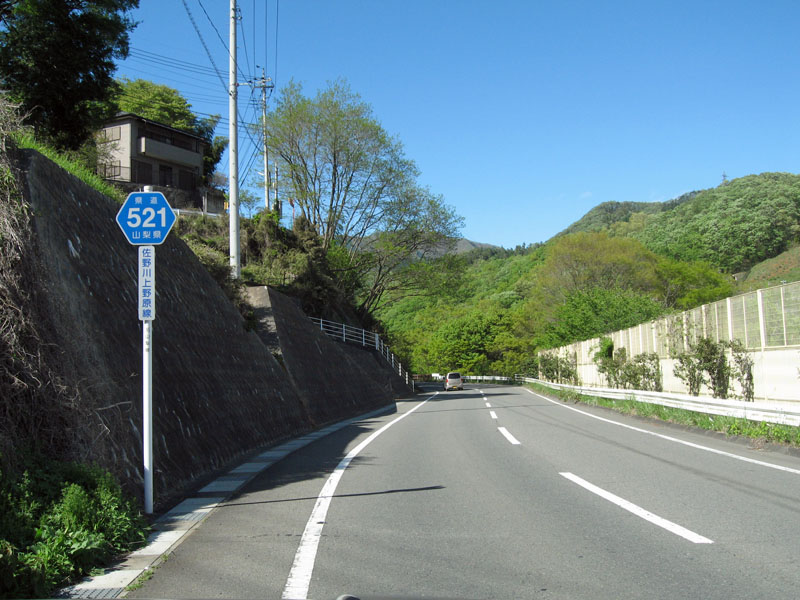
起点（上野原工業団地入口交差点）付近

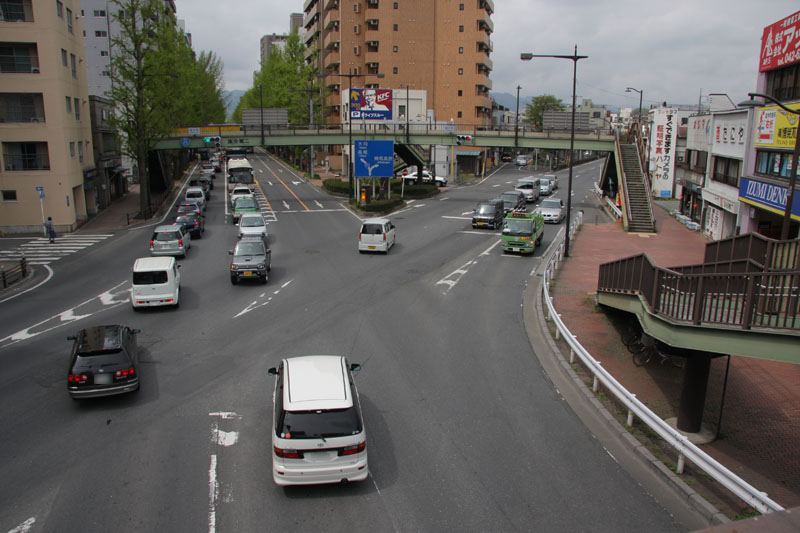
終点の八王子追分町交差点（右斜め方向が東京都道521号）

神奈川県道・山梨県道521号佐野川上野原線・東京都道521号上野原八王子線（かながわけんどう・やまなしけんどう521ごう さのがわうえのはらせん・とうきょうとどう521ごう うえのはらはちおうじせん）は、山梨県上野原市から神奈川県相模原市を経て、東京都八王子市に至る一般県道・一般都道または、神奈川県相模原市から山梨県上野原市に至る一般県道と東京都八王子市内のみを通る一般都道である。東京都内の道路愛称名は陣馬街道。神奈川県部分では、神奈川県道522号と共に県内最北部に位置する道路でもある。

## 概要

### 路線データ

#### 3都県道として
- 起点：山梨県上野原市上野原（上野原工業団地入口交差点＝国道20号交点）
- 終点：東京都八王子市追分町（八王子追分町交差点＝国道20号交点）

#### 2県道・1都道として
- 神奈川県・山梨県道
  - 起点：神奈川県相模原市緑区佐野川（和田峠）
  - 終点：山梨県上野原市上野原（上野原工業団地入口交差点＝国道20号交点）
- 東京都道
  - 起点：東京都八王子市上恩方町（東京都・神奈川県境）（和田峠）
  - 終点：東京都八王子市追分町（八王子追分町交差点＝国道20号交点）

## 地理

### 通過する自治体
- 山梨県上野原市 - 神奈川県相模原市（緑区） - 東京都八王子市

### 交差する道路
- 国道20号（山梨県上野原市上野原・上野原工業団地入口交差点）
- 神奈川県道522号棡原藤野線（神奈川県相模原市緑区佐野川） ※一部重複
- 東京都道61号山田宮の前線（東京都八王子市下恩方町・川原宿交差点）
- 東京都道46号八王子あきる野線（東京都八王子市四谷町・八王子四谷町交差点）
- 国道20号（東京都八王子市追分町・八王子追分町交差点）

### 峠
- 野沢峠（矢沢峠）
- 和田峠

## 沿革

### 東京府・東京都
- 1920年（大正9年）4月1日 - 府県道「恩方八王子線」路線認定（起点：南多摩郡恩方村、終点：八王子市、路線番号88）[4]
- 1961年（昭和36年）3月15日 - 「恩方八王子線」路線廃止[5]、一般都道「上野原八王子線」路線認定（起点：山梨県北都留郡上野原町、終点：八王子市追分町一国二十号交点、整理番号140）[6]
- 1966年（昭和41年）4月1日 - 一般都道「上野原八王子線」整理番号変更（140から190に）[7]
- 1994年（平成6年）4月1日 - 一般都道「上野原八王子線」整理番号変更（190から521に）[8]

### 神奈川県
- 1920年（大正9年）4月1日 - 府県道「佐野川上野原線」路線認定（起点：神奈川県津久井郡佐野川村、終点：佐野川村山梨県界）[9]

### 山梨県
- 1920年（大正9年）4月1日 - 府県道「佐野川上野原線」路線認定（起点:神奈川県津久井郡佐野川村・神奈川県界、終点：山梨県上野原村）
- 1958年（昭和33年）10月6日 - 路線認定（起点:神奈川県界、終点上野原町、整理番号57）[10]

## 周辺
- 相模原市立藤野北小学校
- 陣馬高原
- 八王子市立恩方第二小学校
- 夕やけ小やけふれあいの里
- 上恩方郵便局
- 八王子市立恩方中学校
- 八王子市立恩方第一小学校
- 八王子弐分方郵便局
- 元八王子郵便局
- 横川郵便局
- 八王子追分町郵便局

## 画像

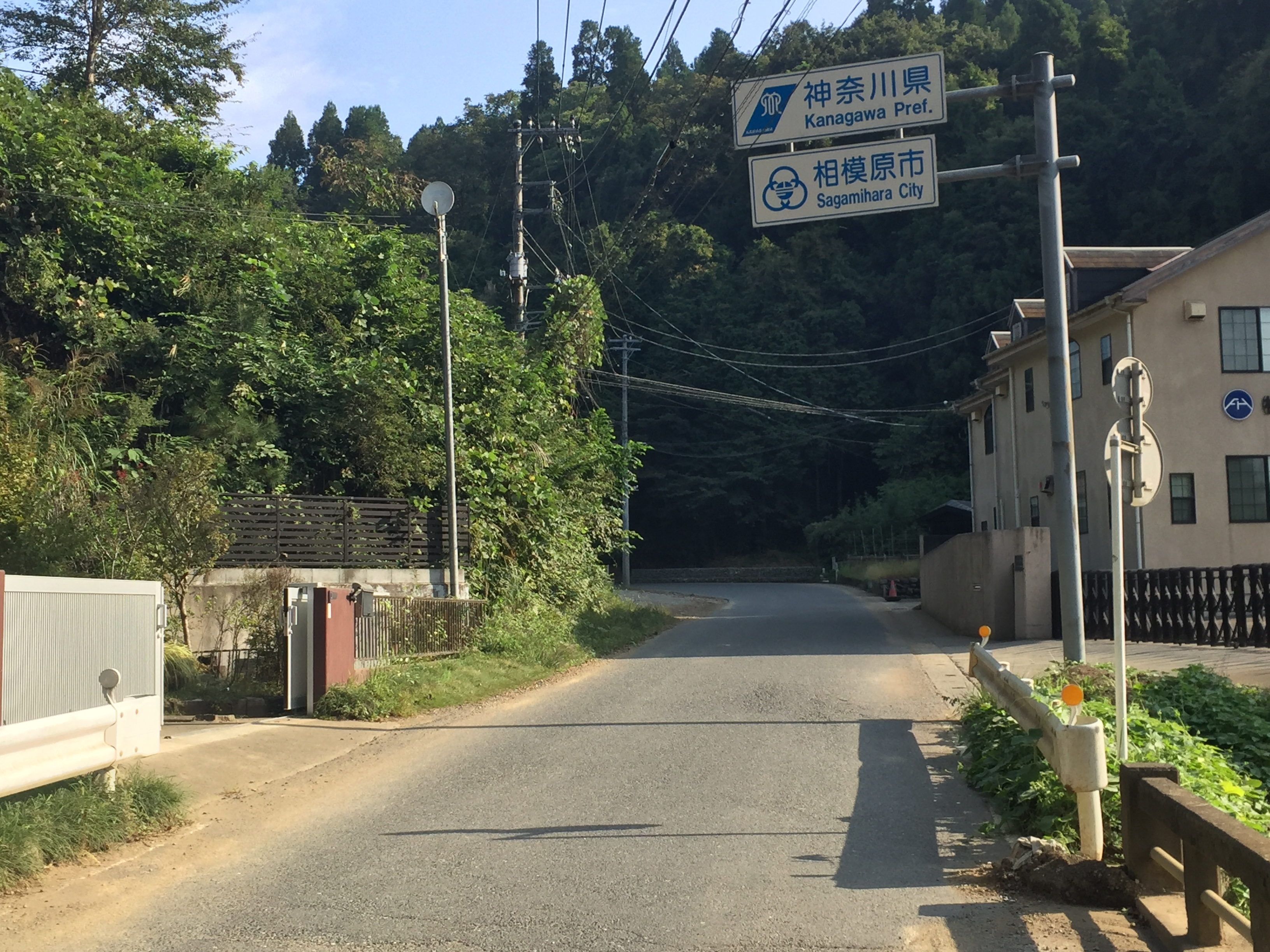
山梨県（上野原市上野原）・神奈川県（相模原市緑区佐野川）境
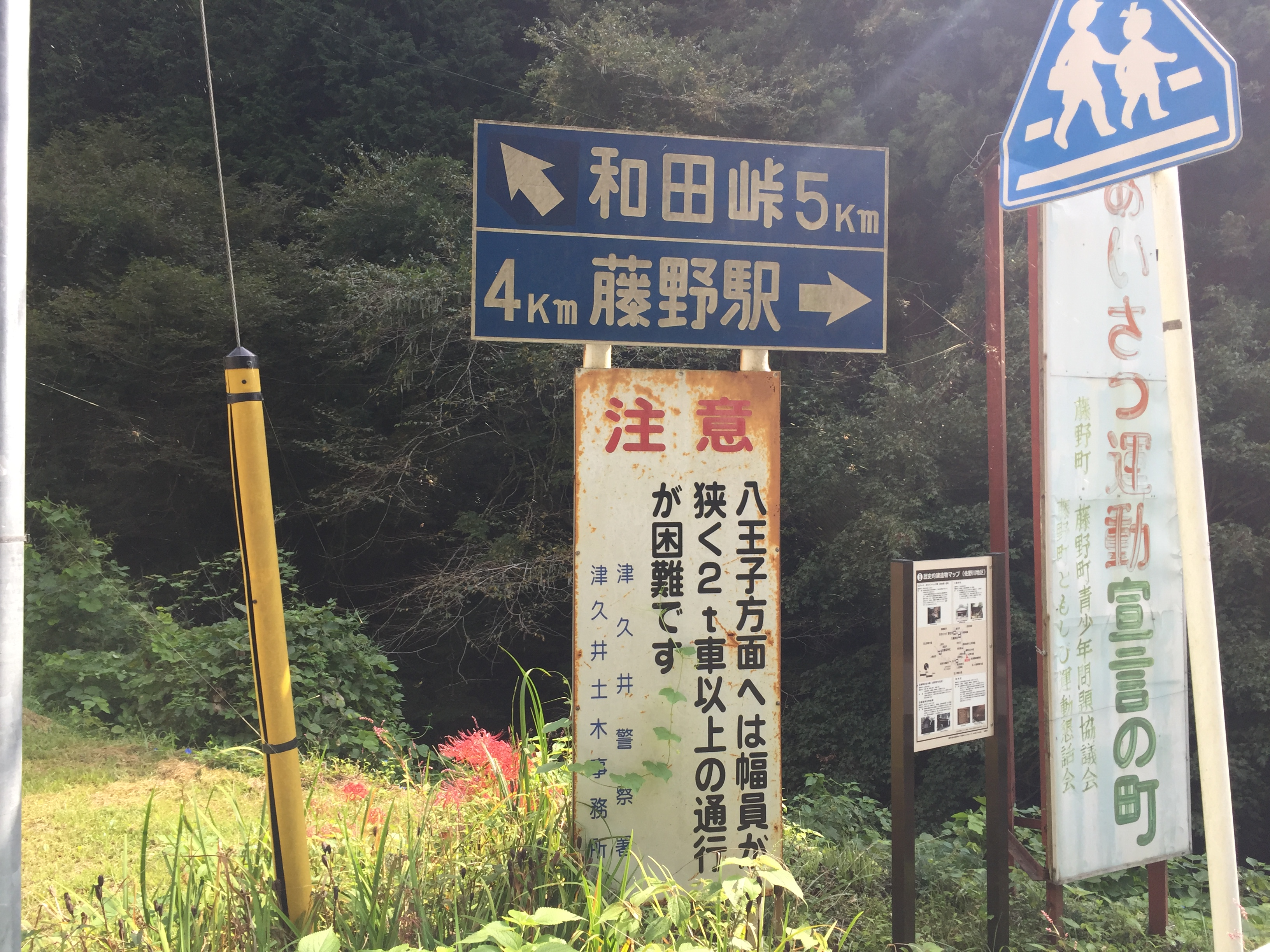
相模原市緑区佐野川、県道522号交差点。和田峠方面の幅員狭小についての注意看板
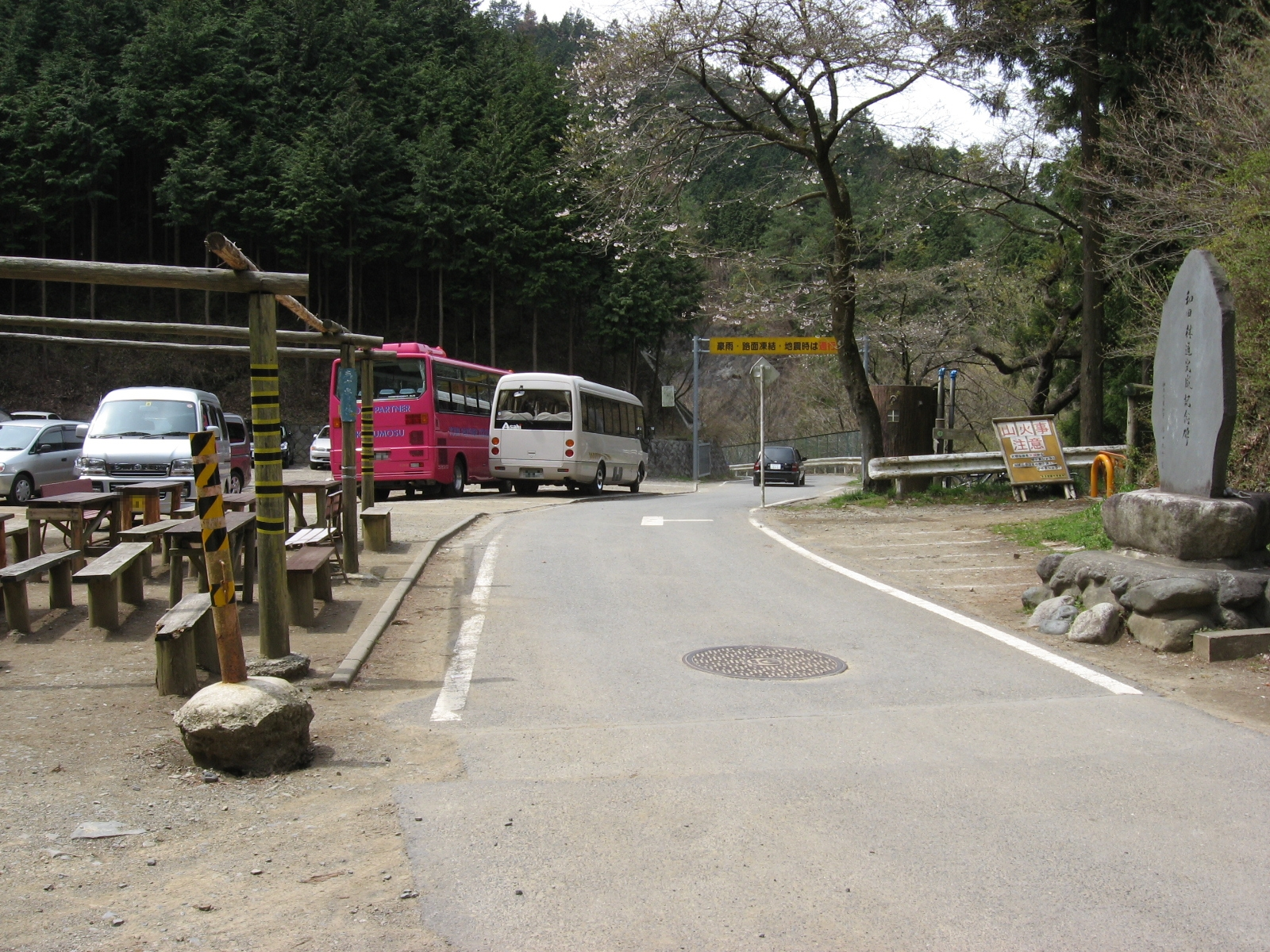
和田峠（神奈川県・東京都境）
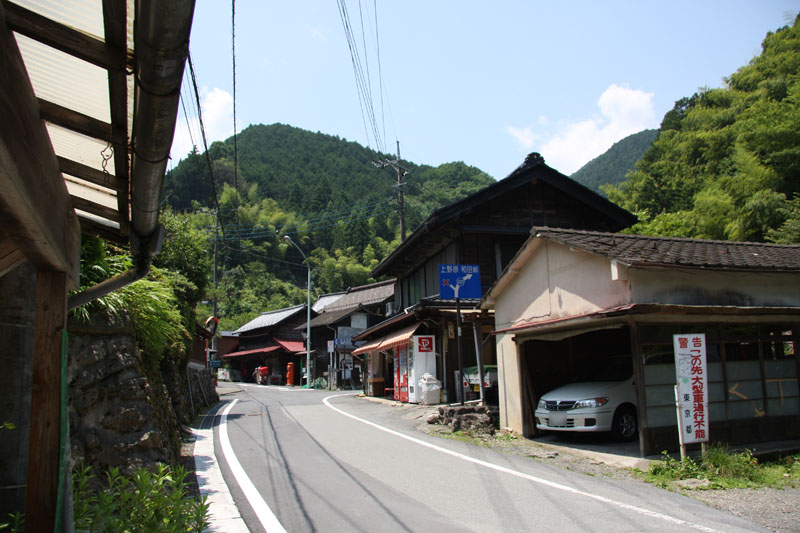
八王子市上恩方町・陣馬高原下バス停付近